# Alexander Ludwig
Alexander Ludwig (Vancouver, 1992. május 7. –) kanadai színész, énekes és modell. 
Karrierjét gyerekszínészként kezdte, majd tinédzserként az Ébredő sötétség (2007) és A Boszorkány-hegy (2009) című filmek főszerepeivel szerzett elismerést. Az Éhezők viadalában (2012) Cato nevű szerepével vált híressé.
A túlélő (2013) és a Bad Boys – Mindörökké rosszfiúk (2020) mellékszerepeiről is ismert. A History Channel Vikingek (2014-2020) című sorozatában Bjornt alakította. 2021–2023 között a Heels című sorozatban játszott.

## Fiatalkora
A kanadai Vancouverben, Brit Columbia államban született Sharlene (Martin) egykori színésznő és Harald Horst Ludwig üzletember, a Lions Gate Entertainment korábbi társelnökének gyermekeként. Három fiatalabb testvére van.
Ludwigot mindig is vonzotta a színészet, egy interjúban elárulta: „Nagy a fantáziám. Imádok szerepelni”. Annak ellenére, hogy édesanyja már korán színésznőként karriert futott be, Ludwignak meg kellett győznie szüleit, támogassák őt, amikor gyerekként színészkedni akart. A szülei úgy vélték, a gyerekszínészeket „beszippanthatja egy olyan élet, amely nem a valóság”. 
A Dél-kaliforniai Egyetemen szerzett színházi diplomát, ahol tagja volt a Phi Kappa Psi testvériségnek.

## Magánélete
Versenyszerű freestyle síelő volt, és gyakorolta az ejtőernyőzést is. 2019 februárjában nyilvánosságra hozta a 14 éves korában kezdődő depresszióval, szorongással, alkoholizmussal és kábítószerrel való visszaéléssel kapcsolatos problémáit.
2021-ben feleségül vette Lauren Deart.

## Filmográfia

### Film
| Év   | Magyar cím                        | Eredeti cím                    | Szerep                            | Magyar hang     |
| ---- | --------------------------------- | ------------------------------ | --------------------------------- | --------------- |
| 2000 | Air Bud 3. – Kutyaütő csodacsatár | Air Bud: World Pup             | színész (stáblistán nem szerepel) |                 |
| 2004 | Majom a havon                     | MXP: Most Xtreme Primate       | gyerek                            |                 |
| 2005 | Csodavilág                        | Eve and the Fire Horse         | Kevin (stáblistán nem szerepel)   |                 |
| 2007 | Ébredő sötétség                   | The Seeker: The Dark Is Rising | Will Stanton                      | Penke Bence     |
| 2007 | A grund: A nagy összecsapás       | The Sandlot: Heading Home      | E.J. Needman                      |                 |
| 2009 | A Boszorkány-hegy                 | Race to Witch Mountain         | Seth                              | Kardos Bence    |
| 2012 | Az éhezők viadala                 | The Hunger Games               | Cato                              | Gacsal Ádám     |
| 2013 | A túlélő                          | Lone Survivor                  | Shane Patton altiszt              | Baráth István   |
| 2013 | Nagyfiúk 2.                       | Grown Ups 2                    | Braden Higgins                    | Horváth Illés   |
| 2014 | Csapatjáték                       | When the Game Stands Tall      | Chris Ryan                        | Jakab Márk      |
| 2015 | Prédára várva                     | Blackway                       | Nate                              | Gacsal Ádám     |
| 2015 |                                   | Final Girls                    | Jameson                           |                 |
| 2015 | Szöktetés a pokolból              | The Final Girls                | Chris Briggs                      | Márkus Sándor   |
| 2019 | Midway                            | Midway                         | Roy Pearce hadnagy                | Jakab Márk      |
| 2020 | Karácsonyi hadgyakorlat           | Operation Christmas Drop       | Andrew Jantz százados             | Gacsal Ádám     |
| 2020 | Bad Boys – Mindörökké rosszfiúk   | Bad Boys for Life              | Dorn                              | Novkov Máté     |
| 2021 | Az éjszaka fogai                  | Night Teeth                    | Rocko                             | Markovics Tamás |
| 2021 | Bajnokszív                        | Heart of Champions             | Alex Singleton                    | Ember Márk      |
| 2021 |                                   | National Champions             | Emmett Sunday                     |                 |
| 2023 | A szövetség                       | Guy Ritchie's The Covenant     | Declan O’Brady őrmester           |                 |
| 2024 | Bad Boys – Mindent vagy többet    | Bad Boys: Ride or Die          | Dorn                              | Novkov Máté     |
| 2025 | Marked Men – Tetovált srácok      | Marked Men: Rule + Shaw        | Rome Archer                       | Gacsal Ádám     |

### Televízió

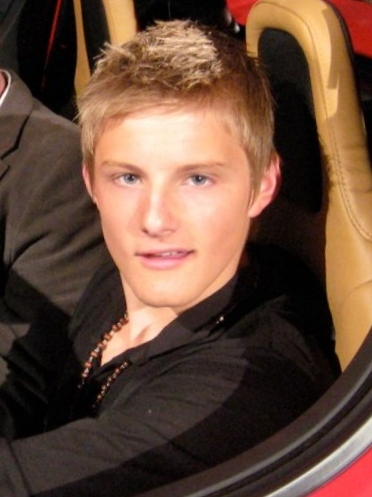
2009-ben

| Év        | Magyar cím       | Eredeti cím                           | Szerep                   | Megjegyzések                                            |
| --------- | ---------------- | ------------------------------------- | ------------------------ | ------------------------------------------------------- |
| 2014–2020 | Vikingek         | Vikings                               | Bjorn Ironside           | - főszereplő (2-6 évad) - magyar hangja:) - Gacsal Ádám |
| 2005      |                  | Scary Godmother: The Revenge of Jimmy | Jimmy                    | tévéfilm                                                |
| 2006      | Családi bűnbanda | A Little Thing Called Murder          | Kenny                    | tévéfilm                                                |
| 2021–2023 |                  | Heels                                 | Ace Spade                | főszereplő (16 epizód)                                  |
| 2024      |                  | Earth Abides                          | Isherwood 'Ish' Williams | 6 epizód                                                |

## Fordítás
- Ez a szócikk részben vagy egészben  az   Alexander Ludwig című angol Wikipédia-szócikk ezen változatának fordításán alapul.  Az eredeti cikk szerkesztőit annak laptörténete sorolja fel. Ez a jelzés csupán a megfogalmazás eredetét és a szerzői jogokat jelzi, nem szolgál a cikkben szereplő információk forrásmegjelöléseként.